# Telegraph (album)
Telegraph is het eerste muziekalbum van de Amerikaanse singer-songwriter Drake Bell, die het bekendst is door zijn rol als "Drake Parker" in de serie Drake & Josh. Het album is uitgegeven op 27 september 2005 en later her-uitgegeven op 7 augustus 2007, omdat z'n oude platenmaatschappij failliet gegaan was.

## Nummers
1. "Intro" – 0:27
2. "Found a Way" – 3:02
3. "Circles" – 4:06
4. "Somehow" – 4:40
5. "In the End" – 4:24
6. "Don't Preach" – 3:24
7. "Hollywood Girl" – 2:53
8. "Golden Days" – 3:43
9. "Down We Fall" – 5:49
10. "The Backhouse" – 0:19
11. "Highway to Nowhere" – 4:04
12. "Telegraph" – 3:39